# Papulaspora byssina
Papulaspora byssina är en svampart som beskrevs av Hotson 1917. Papulaspora byssina ingår i släktet Papulaspora, klassen Sordariomycetes, divisionen sporsäcksvampar och riket svampar.   Inga underarter finns listade i Catalogue of Life.